# Augusto Inácio
Augusto Soares Inácio (Lisbona, 1º febbraio 1955) è un allenatore di calcio ed ex calciatore portoghese, di ruolo difensore.

## Palmarès

### Giocatore

#### Competizioni nazionali
- Campionato portoghese: 5

Sporting: 1979-1980, 1981-1982
Porto: 1984-1985, 1985-1986, 1987-1988
- Coppa del Portogallo: 4

Sporting: 1977-1978, 1981-1982
Porto: 1983-1984, 1987-1988
- Supercoppa di Portogallo: 3

Porto: 1984, 1985, 1987

#### Competizioni internazionali
- UEFA Champions League: 1

Porto: 1986-1987
- Supercoppa UEFA: 1

Porto: 1987
- Coppa Intercontinentale: 1

Porto: 1987

### Allenatore
- Campionato portoghese: 1

Sporting: 1999-2000
- Coppa di Lega portoghese: 1

Moreirense: 2016-2017